# Malèfica del Coll

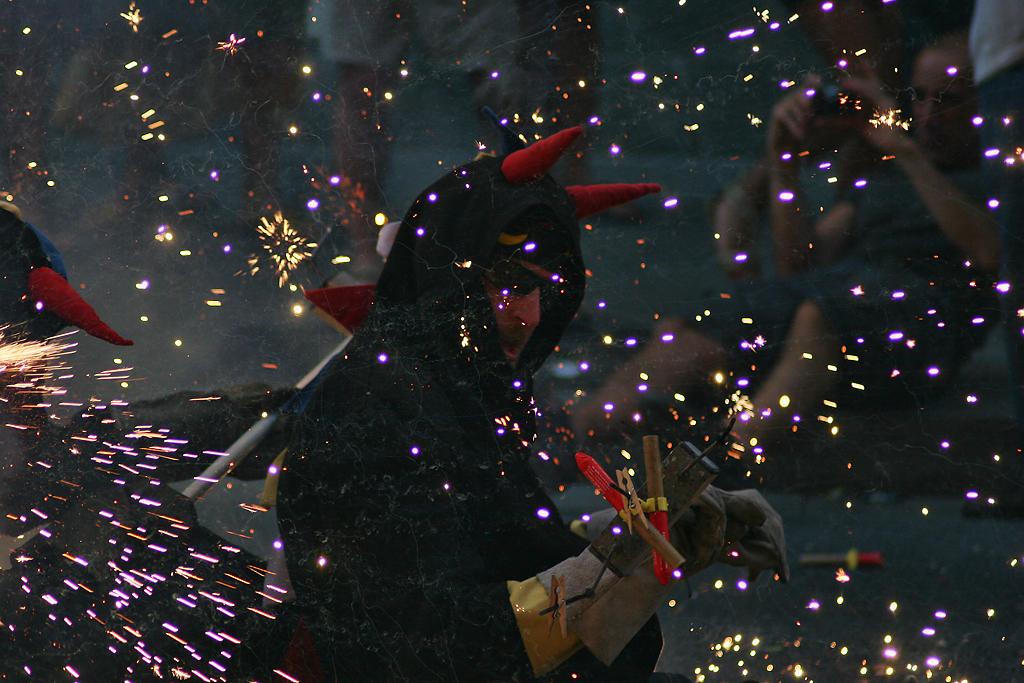
Diable de la Malèfica

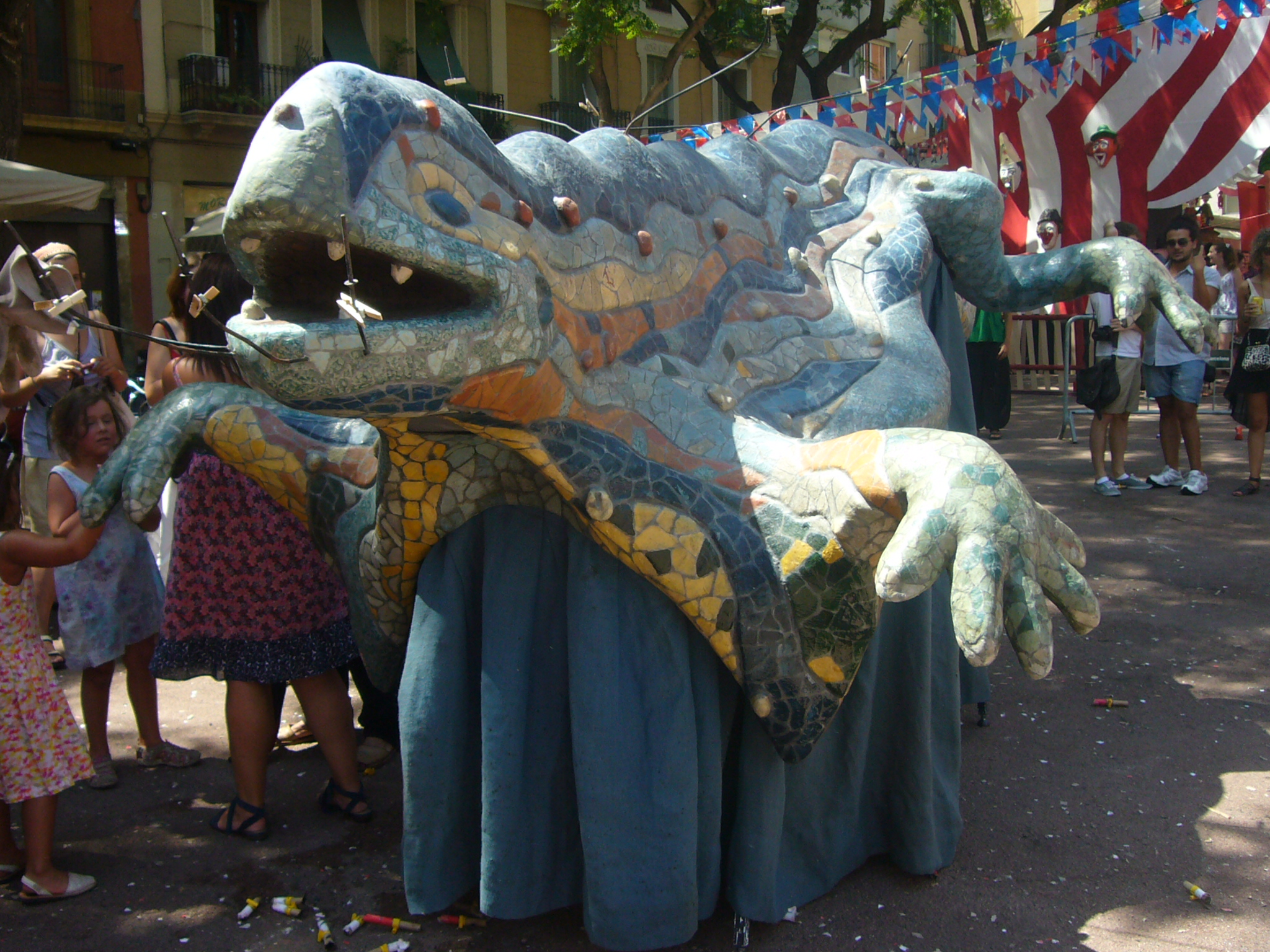
Drac Gaudiamus

La Malèfica del Coll és una colla de diables del barri del Coll, al Districte de Gràcia de Barcelona.
L'any 1984 el grup de Pioners de l'agrupament escolta Jaume I del Coll va crear la Colla de Diables del Coll. Els primers anys, van ser una exploració lenta del foc. Aquest període recull els primers deu anys de la colla i es va caracteritzar en actuacions puntuals al barri del Coll, a la Festa Major de Gràcia i a La Mercè. El 1999 van decidir crear una bèstia de foc. I així va néixer el “Gaudiamus”. La colla va escollir fer una reproducció del drac-font d'Antoni Gaudí al Parc Güell.
En espais determinats (places, cantonades...) es fan les cremades conjuntes. En aquest moment, el “Ritualista de Diables” organitza les figures de foc de manera que es jugui amb l'efecte del foc i el moviment. Les actuals figures són: “La Sardana”, “El Far”, “El Far Girant”, “Les Croquetes”, “El Castell”, "El Poltre" i “La Barca”. A part dels correfocs i cercaviles, la Malèfica del Coll també organitza espectacles de foc.
La Malèfica del Coll ha fet sortides arreu de Catalunya, entre les quals destaquen el Carnestoltes del barri del Coll (CarnaFoc), les Festes Joves del Coll, la Festa Major de Gràcia, la Diada dels Raiers de la Pobla de Segur i les Festes de Santa Maria de Formentera.

## Seccions

### Diables
Els diables de la Malèfica del Coll porten una casaca negra, que els protegeix de les espurnes, decorada amb dues banyes vermelles a la caputxa i una cresta de colors a l'esquena (blanc, blau cel, groc i vermell). La casaca compta amb un tapaboques, una peça que permet tapar la meitat inferior de la cara. El vestuari es completa amb uns pantalons llargs negres decorats amb triangles dels colors de la colla. A banda d'això, el Duc de l'Infern (Cap de Diables) es guarneix amb un faldó negre que duu imprès en vermell el logotip de la Malèfica del Coll.

### Tabalers
La secció de tabalers és l'encarregada de crear l'ambient perquè l'actuació dels diables i del drac tingui el màxim efecte. Això ho aconsegueixen a través d'una música de percussió que es caracteritza per ser animada i molt rítmica. L'instrument de percussió utilitzat és el  Tabal. Durant les sortides, típicament encapçalen la marxa “les Caixes” seguides dels “Aguts” i els “Mitjos”. A continuació es disposen els “Surdos” i, darrere de tot, els “Greus”. Totes les cançons que toquen els tabalers de la Malèfica han estat creades per algun membre de la colla. De totes les cançons cal destacar-ne una: el “Merengete”, tot un himne de la Malèfica. El cap de tabalers s'anomena "Trencaorelles", que és la persona que dirigeix tota la secció de tabalers. Els tabalers es vesteixen amb la samarreta de la colla, pantalons negres i trinxes, element que serveix per portar agafat el tabal.

### Drac Gaudiamus

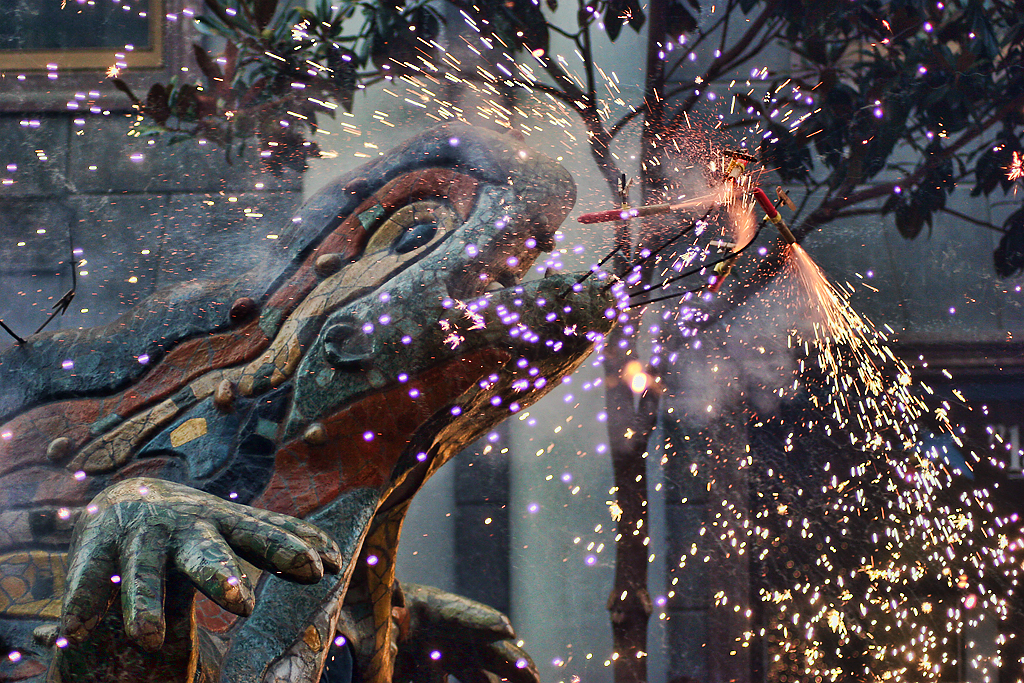
El Drac Gaudiamus en plena acció

El Gaudiamus va ser construït l'any 1999 per Dolors Sans, de Vilafranca del Penedès, a partir d'un encàrrec de la Malèfica del Coll, que volia incorporar una bèstia de foc a la colla. La colla va escollir fer una reproducció del drac-font d'Antoni Gaudí situat al Parc Güell.